# Gianluigi Coppola
Gianluigi Coppola (Chiavari, 16. travnja 1928. – Genova, 24. kolovoza 2015.) bio je talijanski ilustrator i crtač stripa.
Po završetku srednje umjetničke škole 1949. preselio se u Milano gdje je počeo surađivati sa stripom Goal u izdanju Gazzetta dello Sport; zatim surađuje s autorima kao što su Ferdinando Tacconi u seriji Nat del Santa Cruz i Franco Paludetti u seriji Sciuscià. Potom se 1956. preselio u Englesku, gdje je preko dvadeset godina radio kao crtač stvarajući razne serije poput Billy the Kida objavljenih na The Sunu i drugih poput Scoop Donovana i Battler Brittona.
Početkom šezdesetih prestao je raditi kao crtač da bi se posvetio ilustraciji knjiga za Penguin Books, kao i izrađivanju naslovnica za romane objavljene u raznim izdavačkim kućama poput Corgi, Fontana, Collins, Pan, Granada. Također se posvećuje oglašavanju surađujući s časopisima kao što su Forum, Observer, Psychology Today.
U Italiju se vratio 1979. godine, gdje je započeo suradnju s Arnoldom Mondadoriem, radi ilustracija za klasične romane za dječake, kao i naslovnice serije Oscar. Također surađuje s časopisima Playboy i Penthouse; vratio se radu na stripu 1990. realizirajući za Sergio Bonelli Editore neke priče iz serijala Dylan Dog i Martin Mystère ; nakon ovog iskustva vratio se kako bi se posvetio ilustraciji i slikanju.